# Paul Bonnefon
Paul Bonnefon (* 9. September 1861 in Sauveterre-de-Guyenne; † 11. April 1922 in Paris) war ein französischer Bibliothekar, Romanist und Historiker.

## Leben und Werk
Bonnefon studierte Rechtswissenschaft, ferner Sprachen an der École nationale des langues orientales (heute: Institut national des langues et civilisations orientales). Unter dem Einfluss von Philippe Tamizey de Larroque wandte er sich der Literaturgeschichte zu. Er wurde Bibliothekar der Arsenal-Bibliothek (heute Teilbibliothek der Bibliothèque nationale de France) in Paris und war von 1898 bis zu seinem Tod (als Nachfolger von Ferdinand Brunot) Generalsekretär der Société d’histoire littéraire de la France und deren Zeitschrift Revue d’histore littéraire de la France.

## Werke

### 16. Jahrhundert
- Pierre de Paschal, historiographe du roi (1522-1565). Étude biographique et littéraire, Paris/Bordeaux 1883
- Étienne de la Boëtie. Sa vie, ses ouvrages et ses relations avec Montaigne,  Bordeaux 1888, Genf 1970, 2013
- (Hrsg.) Œuvres complètes d'Etienne de la Boétie, Bordeaux 1892, Genf 1967, 2011
- Montaigne. L'homme et l'œuvre, Paris 1893
- Montaigne et ses amis. La Boétie. Charron. Mlle de Gournay, Paris 1898, Genf 1969
- (Hrsg.) Mémoires de Marguerite de Valois (1553–1615), Paris 1920
- (Hrsg.) Étienne de La Boétie, Discours de la servitude volontaire suivi de Mémoire touchant l'Edit de janvier 1562 et d'une Lettre de M. le Conseiller de Montaigne, Paris: Éditions Bossard, 1922
  - The politics of obedience and Étienne de La Boétie, hrsg. von Murray N. Rothbard, Montréal 2007

### Weitere Werke
- Beaumarchais, Paris 1887
- (Hrsg.) La société franc̜aise du XVIIe siècle. Lectures extraites des mémoires et des correspondances, Paris 1903, 1934
- (Übersetzer) Le Cantique des cantiques, qui est sur Salomon, traduit littéralement et remis à la scène, Paris 1905
- (Hrsg.) Portraits et récits, extraits des prosateurs français du XVIe siècle, Paris 1906
- (Hrsg.) Mémoires de ma vie  par Charles Perrault. Voyage à Bordeaux (1669) par Claude Perrault, Paris 1909, 1993
- (Hrsg.) Correspondance de Jean-Baptiste Rousseau et de Brossette, 2 Bde., Paris 1910–1911  (Claude Brossette, 1671–1743)
- (Hrsg.) François Annibal d'Estrées (1572–1670), Mémoires du maréchal d'Estrées sur la régence de Marie de Médicis (1610-1616) et sur celle d'Anne d'Autriche (1643-1650), Paris 1910
- (Hrsg.) Mémoires de Louis-Henri de Loménie, Cte de Brienne, dit le jeune Brienne  (1636–1698), 3 Bde.,  Paris 1916–1919
- Le Premier 'as', Pégoud, Paris 1918 (über den Flugpionier Adolphe Pégoud)
- (Hrsg.) La Société française du XVIIIe siècle, lectures extraites des Mémoires et des Correspondances, Paris 1921, 1924, 1934
- (Hrsg.) Pierre de Marivaux, Le spectateur français, Paris 1921